# 锡金白粉菌
锡金白粉菌（学名：Erysiphe sikkimensis）是属于白粉菌目白粉菌科白粉菌属的一种真菌，寄生在壳斗科植物上。该种分布于中国、锡金。